# Аравийский мау
Аравийский мау, или арабский мау, — порода домашней кошки, возникшей из диких пустынных котов.

## История породы
Аравийский мау произошёл от диких пустынных кошек, которые обители на Аравийском полуострове более 1000 лет назад (а точнее в пустынных зонах Кувейта, Омана, Катара и ОАЭ). Аравийские мау могут легко переносить жару (это качество передалось им от предков).
Аравийские мау долго оставались дикими котами, редко оказываясь домашними питомцами.
Первым человеком, который ими заинтересовался, была фелинолог Петра Мюллер. В 2004 году она начала разведение аравийских мау, а к 2008 году были представлены её 18 новых особей. После этого, разведение данной породы продолжается.
В итоге аравийский мау официально подтверждён организацией WCF 2-3 августа 2008 года на годовом общем собрании в Германии.

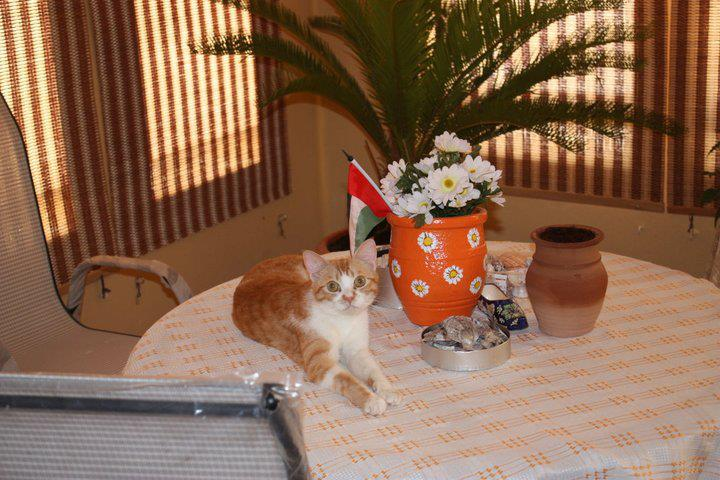
Кошка

## Внешность
Аравийский мау небольшая порода, с (относительно к телу) крупными ушами. Рост 25-30 см. Средний вес самки 4-6 кг, самца 8 кг. Средняя продолжительность жизни 10-15 лет.

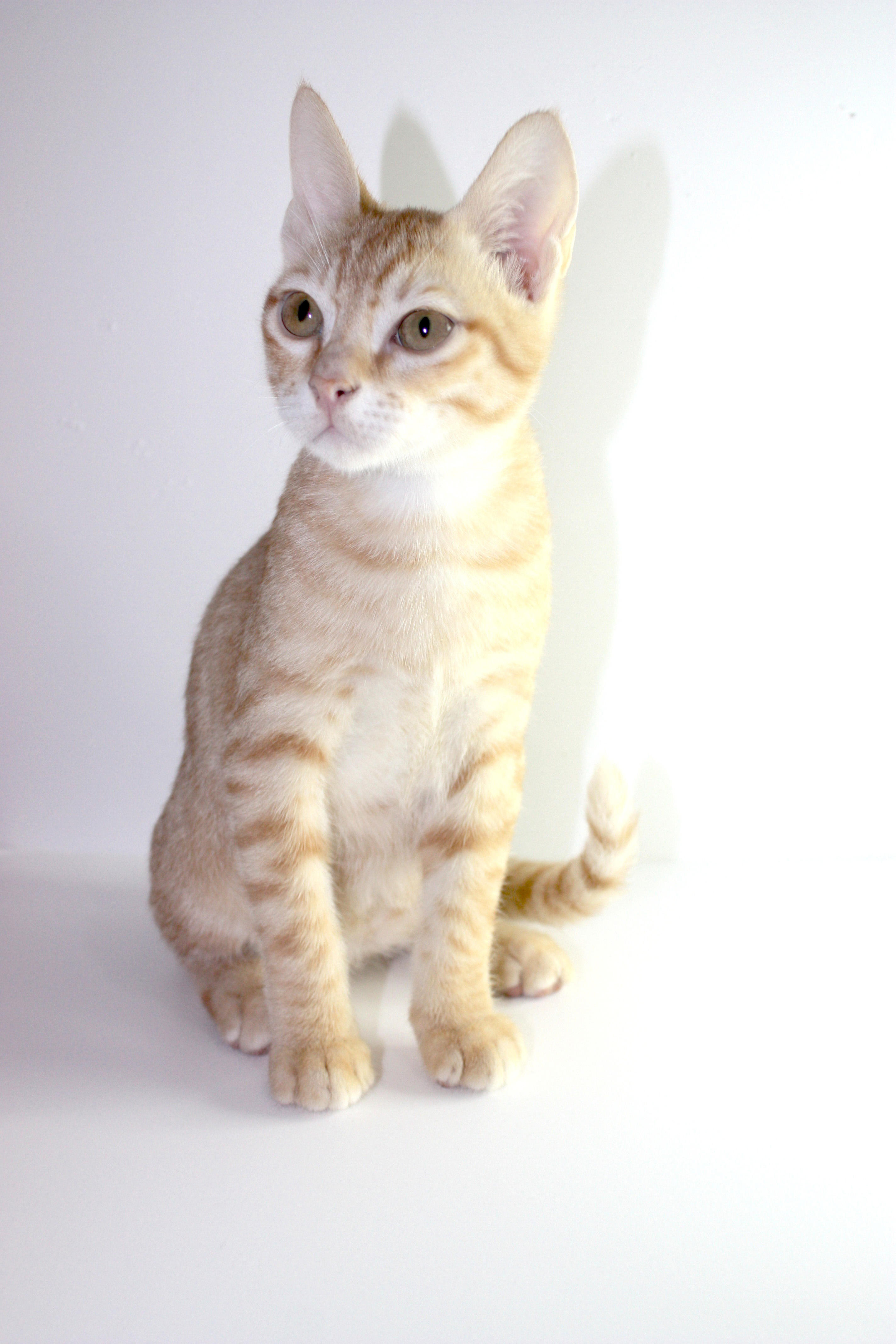
3-х месячный котёнок

## Телосложение
Тело: Мускулистое, крепкое. Конечности длинные и стройные, подушечки лап овальные. Хвост средней длины, у основания широкий, сужающийся к кончику.
Голова: Округлая с изогнутым профилем.
Уши: Крупные, вертикальные.
Глаза: Овальной формы, зелёного или жёлтого цвета. Подбородок твёрдый.
Шерсть: Короткая, плотно прилегающая к телу, жёсткая (у котят мягкая и шелковистая).
Окрас: Варьируется от однотонного до пятнистого. Обычно окрас рыжий с белым. Также он может быть: чёрным, коричневым табби, чёрно-белым, белым, серым с белым и др..

## Характер
Аравийский мау дружелюбен и привязан к хозяину. Настороженно относится к незнакомым людям. Хорошо развит охотничий инстинкт. Любит исследовать разные территории (особенно высокие). Хорошо уживаются с другими домашними питомцами (кроме грызунов).

## Здоровье
У аравийских мау хорошее здоровье. Котята рождаются сильными и здоровыми, так как у кошек хорошая иммунная система, однако, у родословных и смешанных особей встречаются случаи проблем со здоровьем.

## Уход
Хоть аравийский мау и сам умывается, его следует периодически причёсывать. Мыть нужно только в случае крайней необходимости. Часто следует выгуливать (эта порода любит открытые пространства).